# Marie Berhaut
Marie Berhaut (née le 4 septembre 1904 à Saint-Servan et morte le 10 novembre 1993 au Chesnay) est un historienne d'art française dont les travaux, notamment sur Gustave Caillebotte, font autorité.

## Biographie
Marie Berhaut travaille de 1949 à 1968 comme conservatrice au musée des beaux-arts de Rennes dont elle assure la direction. Elle réorganise entièrement les collections, publie un catalogue d'ensemble et ouvre le musée à l'acquisition d'œuvres d'art moderne. Elle ouvre le musée à des expositions remarquables, notamment celles consacrées à Adolphe Beaufrère et à Georges Rouault. Elle commence son travail en 1948 sur Gustave Caillebotte et publie des études à ce sujet régulièrement.  Elle publie par la suite d'autres livres sur ce peintre impressionniste important, mais encore méconnu en France à cette époque. Elle présente ses premières œuvres en 1977. Elle consacre ses années, et même encore à un âge avancé, à étudier la vie et l'œuvre de Caillebotte. Son catalogue raisonné à son sujet fait autorité, mais il paraît de manière posthume en 1994. La ville de Rennes a baptisé une voie de son nom: Allée Marie Berhaut.
Elle reçoit en 1978 le prix Roland de Jouvenel de l'Académie française, pour son ouvrage Caillebotte, sa vie, son œuvre (1978).
Le musée des beaux-arts de Rennes possède une esquisse du Pont de l'Europe de Caillebotte datant de 1876.

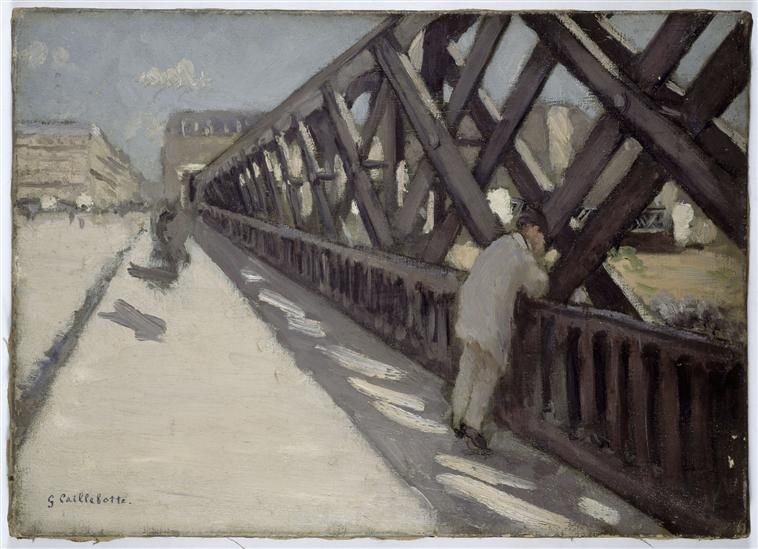
Esquisse du Pont de l'Europe de Caillebotte (1876)

## Publications
- La Vierge dans l’art, Musée de Rennes, Rennes 1950
- Les Origines de l’art contemporain. Imprimerie réunies, Rennes 1951
- Gustave Caillebotte (1848–1894). Wildenstein, Paris 1951
- Caillebotte l’impressionniste. International Art Book, Lausanne 1951 et 1968
- Natures mortes, anciennes & modernes. Musée de Rennes, Rennes 1953
- Les collections du Musée de Rennes. La Revue française, Paris 1957
- Le Miserere de Georges Rouault. Imprimerie réunies, Rennes 1958
- Jean Frélaut. Imprimerie Simon, Rennes 1959
- Peintures et dessins du XVIIIe siècle. Imprimerie réunies, Rennes 1960
- Adolphe Beaufrère. Imprimerie réunies, Rennes 1961
- Aspects insolites et tragiques de l’art moderne. Imprimerie réunies, Rennes 1962
- Œuvres récemment acquises au Musée des beaux-arts de Rennes. Musée des beaux-arts de Rennes, Rennes 1968
- Caillebotte, sa vie et son œuvre, catalogue raisonné des peintures et pastels. Fondation Wildenstein et Bibliothèque des arts, Paris 1977
- Gustave Caillebotte: catalogue raisonné des peintures et pastels. Wildenstein Institute, Paris 1994. (réédition revue et corrigée)